# Parafia Niepokalanego Poczęcia Najświętszej Maryi Panny w Springfield
Parafia Niepokalanego Poczęcia Najświętszej Maryi Panny w Springfield (ang. Immaculate Conception Parish) – parafia rzymskokatolicka  położona w Springfield, Massachusetts, Stany Zjednoczone.
Była ona jedną z wielu etnicznych, polonijnych parafii rzymskokatolickich w Nowej Anglii.
Nazwa parafii jest związana z kultem Niepokalanego Poczęcia Najświętszej Maryi Panny.
Ustanowiona w 1905 roku.
Parafia została w 2009 roku zamknięta i połączona z Parafią Chrystusa Króla (ang. Christ the King Parish) w Ludlow. Ponownie otwarta w 2018 r.